# Федур Андрій Анатолійович

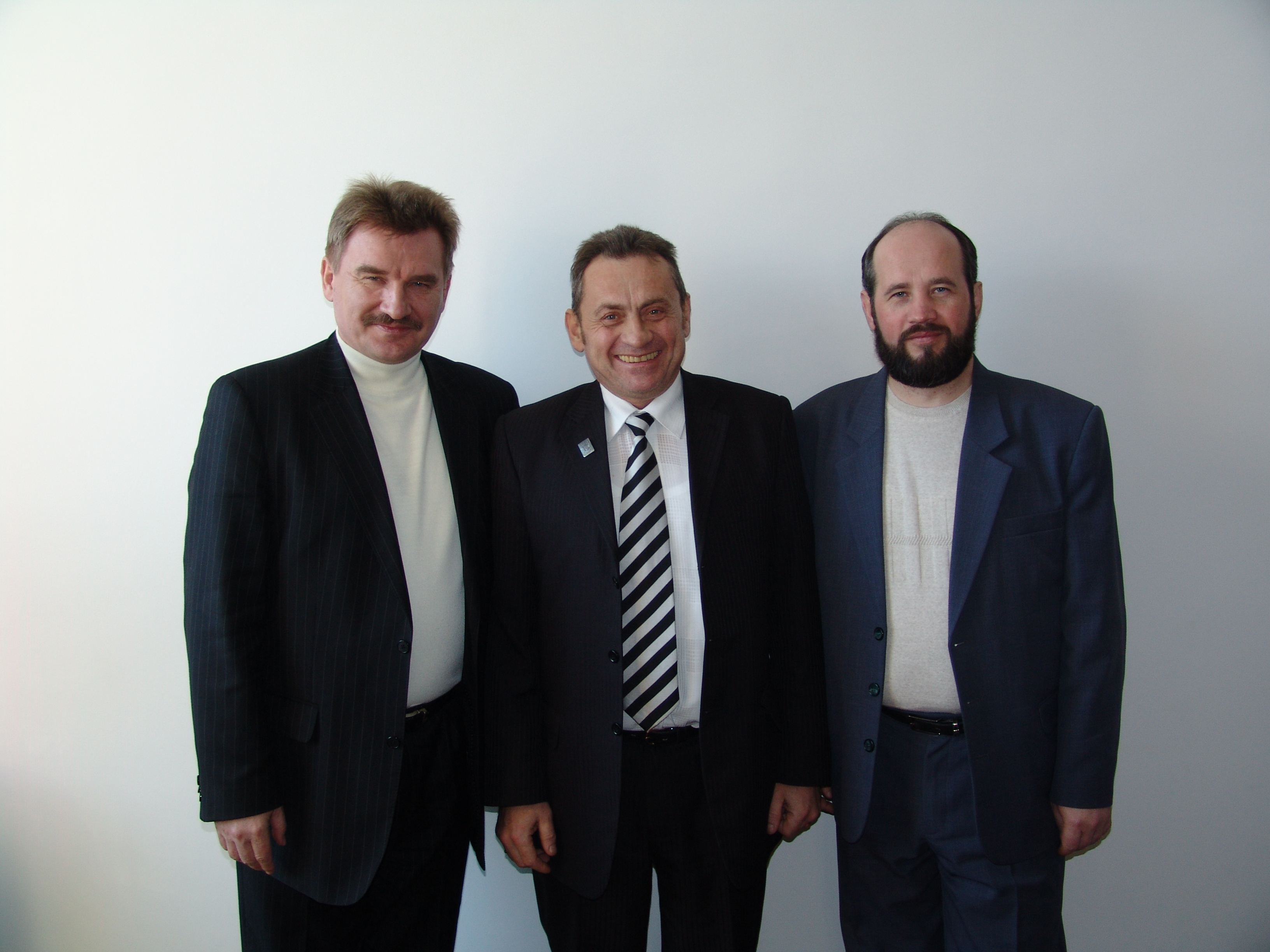
Голова Трудової партії України Михайло Сирота, керівник виборчого штабу Блоку Бориса Олійника та Михайла Сироти у Кіровоградській області В'ячеслав Чебишев та Андрій Федур, місто Олександрія, 21.01.2006 року

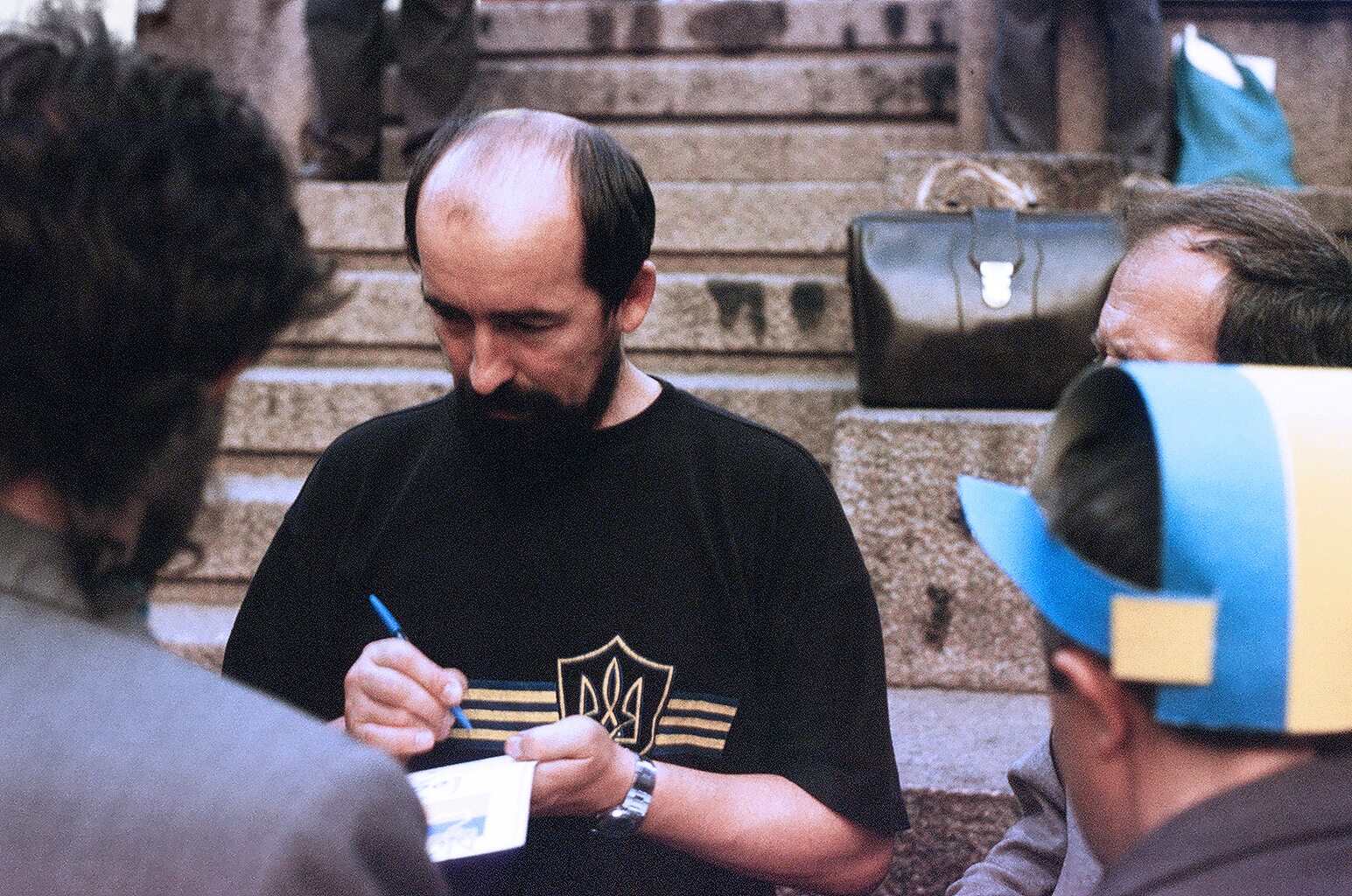
Федур Андрій Анатолійович. 1990-і роки. Київ.

Андрій Анатолійович Федур   (нар.11 березня 1963, Миргород, Полтавська область) — український адвокат. Вів багато «гучних» українських справ — справу Миколи Агафонова, справу Гонгадзе, банку «Слов'янський», Бориса Колесникова, Абдумаліка Абдулладжанова та ін.
Освіта вища: закінчив у 1989 р. Харківський юридичний інститут .
Керівник адвокатської компанії «Агєєв і Федур» .
На парламентських виборах 2006 року  Андрій Федур був  кандидатом в народні депутати України від Виборчого блоку політичних партій Бориса Олійника та Михайла Сироти. В  списку блоку він був під четвертим номером, але ця політична сила не пройшла до парламенту, набравши 0,08 відсотків голосів .